# NGC 5694
NGC 5694 sau Caldwell 66 este un roi globular din constelația Hidra . A fost descoperit de William Herschel în 1874.